# Kínai harcművészet
A kínai harcművészet, más néven vusu (wushu) (hagyományos kínai: 武術, egyszerűsített kínai: 武术, pinjin: wǔshù), vagy népszerű elnevezéssel kungfu (kínai írással: 功夫, pinjin: gōngfu) olyan harcművészeti stílusok összefoglaló megnevezése, melyek Kínában alakultak ki. Ezeket a stílusokat általában a közös jellemzőik alapján különféle kategóriákba sorolják, mint a család (家, csia (jiā)), irányzat (派, paj (pài)) vagy iskola (門, men (mén)). A közös jellemzők lehetnek például a különféle állatok mozgását imitáló fizikai gyakorlatok vagy kínai filozófiai irányzatok, vallások és legendák által inspirált edzésmódok. Azokat a stílusokat, amelyek a qi (csi)re fókuszálnak, belső stílusnak (内家拳, nejcsiacsüan (nèijiāquán)) nevezik, míg azokat, amelyek az izomzat fejlesztését és a kardiovaszkuláris erőnlét javítását tűzik ki célul, külsőnek (外家拳, vajcsiacsüan (wàijiāquán)). Földrajzilag megkülönböztethetőek az úgynevezett északi (北拳, pejcsüan (běiquán)) és déli (南拳, nancsüan (nánquán)) stílusok.

## Története
A kínai harcművészetek eredetét az önvédelemre, a vadászat különféle ősi módszereire és az ókori Kína katonai kiképzési módszereire szokás visszavezetni. Mind a fegyveres, mind a pusztakezes harc fontos szerepet játszott az ókori kínai katonák kiképzésében.
Bár nyilvánvalóan az ősidőktől fogva léteztek különféle harcművészeti formák Kínában is, csak nagyon kevés részletes leírást lehet találni a 16. század előtti idők harcművészetéről. A Csing-dinasztia (Qing-dinasztia) korától azonban számos forrás áll rendelkezésre.
A 20. század elejétől fogva igen részletes forrásokat találni, főképp mivel az 1920-as és 30-as években a Kuomintang által felállított Központi Kaosu (Gaoshu) Intézet minden harcművészeti iskoláról igyekezett nyilvántartást készíteni.
Az 1950-es években a Kínai Népköztársaság létrehozta a versenyvusut (versenywushut), ami a kínai harcművészetek kifejezetten versenyzésre kialakított, pontozható formagyakorlatokból álló sportverziója.

### Eredetlegendák
A legendák szerint a kínai harcművészet létrejötte a csaknem 4000 évvel ezelőtt létezett Hszia-dinasztia (夏朝, Hszia csao (Xià cháo)) idejére tehető. A monda szerint a Sárga Császárnak nevezett Huang-ti (Huangdi) vezette be az első harcművészeti rendszert Kínában. A Sárga császárról úgy tartották, hogy mielőtt uralkodó lett volna, híres tábornok volt, aki esszéket írt az orvostudományról, az aztrológiáról és a harcművészetről. Az egyik legnagyobb ellenfele Cse Ju (Chi You) (蚩尤) volt, aki a monda szerint a kínai birkózás (suajcsiao (shuai jiao)) elődjét hozta létre.

### Ókor
A kínai harcművészetekre az első utalások az i.e. 5. században keletkezett Tavasz és ősz krónikájában találhatóak, ahol a pusztakezes küzdelemről, valamint a „kemény” és „lágy” technikákról is szó esik. Az i.e. 1. században íródott Szertartások feljegyzései megemlít egy harci birkózást, csüeli (juélì) vagy csiaoli (jiǎolì) (角力) néven. A Han-dinasztia története feljegyzi, hogy a Han-dinasztia korában már különbséget tettek a kötetlen, fegyvertelen küzdelem, a  shǒubó (soupo) (手搏) [egyfajta ökölvívás] és a birkózás (角力, csüeli (juélì) vagy csiaoli (jiǎolì)) között. A birkózást Sze-ma Csien (Sima Qian) is említi A történetíró feljegyzései című művében (i.e. 100 körül).
A Tang-dinasztia időszakában már harci táncokról vagy kardtáncról is lehet beszélni, ezeket Li Paj (Li Bai) költő is megörökítette. A Ming- és a Csing-dinasztiák idejére a harcművészet modern koncepciói is megjelentek.

### Saolin harcművészete

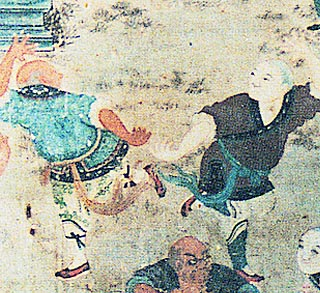
Falfestmény a Saolin kolostorból, a 19. század elejéről: Saolin szerzetesek harcművészeti bemutatója

A saolin stílust az egyik első intézményesített kínai harcművészeti stílusnak tartják. A legrégebbi ismert bizonyítéka a Saolin szerzetesek csatában való részvételének egy i. sz. 728-as sztélé, ami két eseményt is ábrázol. Az egyik a Saolin kolostor védelme 610-ben egy banditatámadás ellen, a másik pedig a hulaói csatában való részvétel 621-ben. A 8. és 15. század között nincsenek olyan dokumentumok, amelyek a Saolinok csatában való részvételére utalnának. Több 16. illetve 17. századi forrás is tanúskodik arról, hogy a Saolin szerzetesek lételemévé vált a harcművészet. Ekkortájt bukkan fel Bódhidharma legendája is, egy 1624-es iratban, melyet magának Bódhidharmának tulajdonítanak.
A kései Ming-kori irodalomban számos utalást találni a Saolinok harcművészetérere szerzetesek sírfeliratain, kézikönyvekben, katonai enciklopédiákban, útileírásokban, versekben és prózai művekben egyaránt. Ezek egyikse sem utal azonban specifikus Saolin-stílusra. A fegyveres Saolin küzdelemről szó esik azonban, például a bot (gùn, kantoniul gwan) használatáról, Csi Csu-kuang (Qi Jiguang) tábornok 紀效新書 (Csi Hsziao Hszin Su (Ji Xiao Xin Shu), „Hatásos technikák új könyve”) című művében. A tábornok a bot használata mellett leírta a 少林拳法 (Saolin Csüan Fa (Shào Lín Quán Fǎ), „Saolin Ökölszabályok”) technikáját is. A könyv nagy hatással volt a harcművészetek fejlődésére Okinava szigetén és Koreában is.

### A modern kor harcművészete
A 20. században drasztikus változások következtek be a kínai történelemben és társadalomban, és ezek a harcművészetek gyakorlására és népszerűségére is hatással voltak.
A Csing-dinasztia bukását követő időszakban, a japán megszállás és a kínai polgárháború alatt a harcművészet többek számára elérhetővé vált, mivel a véres események arra késztették a mestereket, hogy nyíltan tanítani kezdjenek. Többen úgy gondolták, a hagyományos harcművészetek oktatása elengedhetetlen a nemzeti büszkeség fenntartásához és egy erős nemzet felépítéséhez. Ennek eredményeképp kézikönyveket (拳谱, csüan pu (quán pǔ)) publikáltak, létrejött egy gyakorlóakadémia, nemzeti megmérettetéseket rendeztek és bemutatócsoportokat küldtek külföldre. Szerte Kínában és a tengeren túli kínai közösségekben is harcművészeti egyesületek alakultak. Többek között az 1928-ban létrehozott Központi Kuosu Akadémia (中央國術館/中央国术馆, Csungjang kuosu kuan (Zhōngyāng guóshù guǎn)), valamint Huo Jüan-csia (Huo Yuan Jia) 1910-ben alapított Csing Vu (Jing Wu) Egyesülete is azért alakult, hogy a kínai harcművészeteket intézményesített formában oktassa és népszerűsítse. 1932-től tartományi és országos versenyeket rendeztek a harcművészetek népszerűsítésére. Az 1936-os berlini olimpián kínai harcművészek először tartottak bemutatót nemzetközi közönség előtt. A kormány bevezette a kuosu (guoshu) (國術) fogalmát, melynek jelentése „nemzeti művészet”. A kuosu (guoshu) sok más sportág mellett a harcművészetet is magába foglalta és rendszert próbált vinni a harcművészetekbe is, versenyszabályok felállításával.
A Kínai Népköztársaság létrejöttekor a kommunista uralom elől sok harcművész elhagyta az országot, Tajvanra vagy Hongkongba települtek át, illetőleg más országokba, nyugatra költöztek. A kulturális forradalom idején a hagyományos harcművészetek gyakorlását a kormányzat nem támogatta. A harcművészeteket szigorú kontroll alá vette a központi irányítás. A Népköztársaság a szabályok közé szorított, központilag felügyelt vusu, mint sportág gyakorlását promotálta, az egyéni, családi hagyományokon alapuló harcművészeti iskolák helyett.
1958-ban létrejött a Kínai Vususzövetség, a vusuzók felkészítésének felügyeletére. Megalkották a vusu versenyszabályait, tantervét, az edzőkkel szemben támasztott követelményrendszert és mind a közép- valamint felsőoktatásban bevezették a vusu oktatását. Az 1980-as években a hagyományos harcművészetek korábban radikális elnyomása némileg enyhült, ahogy Kína reformokat vezetett be az élet minden területén. 1979-ben újraértékelték a vusu oktatási és versenyeztetési rendszerét. 1986-ban létrehozták a Nemzeti Vusukutató Intézetet.
1998-ban megszüntették a sportokat központilag szabályozó Állami Sportbizottságot. Ezt a lépést általánosságban úgy értékelik, hogy Kína decentralizálni kívánta a szervezett sportokat és elősegíteni a piacorientált működést. Ennek a szemléletváltásnak az eredményeképp Kína ma már a vusu mellett a hagyományos kínai harcművészeteket is támogatja.

## Csoportosítás

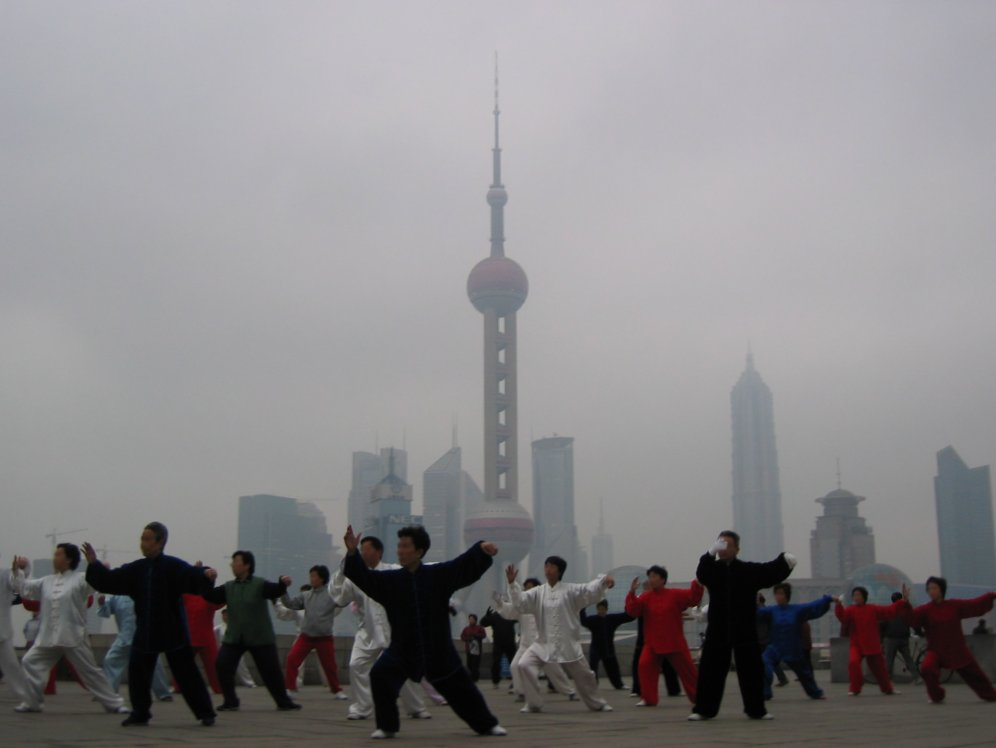
Jang-stílusú (Yang-stílusú) tajcsicsuant (taijiquant) gyakorló csoport Sanghaj (Shanghai)ban

A kínai harcművészeteket töbféle szempont szerint is csoportosítani lehet. Földrajzi megkülönböztetés szerint beszélhetünk északi (北拳, pejcsüan (běiquán)) és déli (南拳, nancsüan (nánquán)) harcművészetekről. Azokat a stílusokat, amelyek a qi (csi)re fókuszálnak, belső stílusnak (内家拳, nejcsiacsüan (nèijiāquán)) nevezik, míg azokat, amelyek az izomzat fejlesztését és a kardiovaszkuláris erőnlét javítását tűzik ki célul, külsőnek (外家拳, vajcsiacsüan (wàijiāquán)). A belső és külső csoportosítást (más szavakkal kemény és lágy technikák) sok bírálat éri. A csoportosítás szerint minden stílus besorolható egyik vagy másik csoportba, illetőleg a belső stílusokat általában eredendően védekező, a külsőket pedig támadó stílusnak tartják. A kritika szerint azonban nincsenek kizárólag belső vagy külső elemekre koncentráló stílusok, egy jó harcművészeti stílusnak ezek egészséges keverékének kell lennie.
Aszerint is lehet csoportosítani a kínai harcművészeteket, hogy a stílus mely technikákra fókuszál elsősorban: ütésekre és rúgásokra, birkózásra vagy fegyverhasználatra. A közös jellemzők alapján a stílusok a következő kategóriákba is sorolhatóak: család (家, csia (jiā)), irányzat (派, paj (pài)) vagy iskola (門, men (mén)). A közös jellemzők lehetnek például a különféle állatok mozgását imitáló fizikai gyakorlatok (például imádkozó sáska, daru, tigris) vagy kínai filozófiai irányzatok, vallások és legendák által inspirált edzésmódok. Vannak olyan stílusok is, melyeket az alapítójukról vagy az alapító családról neveztek el (pl. Csacsüan (Chaquan), Wing Chun).

## Edzés és felkészülés

### Erkölcsi felfogás
A hagyományos kínai harcművészeti iskolákban tanulók, illetve a saolin szerzetesek a harcművészetet nem csak önvédelmi célokra és az elme fejlesztésére alkalmazzák, hanem erkölcsi rendszerként is foglalkoznak vele.
A 武德 (vutö (wude)), a „harci erkölcs” írásjegye a 武 (vu (wu)), azaz „harc” és a 德 (tö (de), „erkölcs, erény, morál” jelentésű írásjegyek összetétele. A saolinok felfogása szerint egy harcosnak nem csak azt kell megtanulnia, hogy alkalmazza a technikákat, de azt is, hogyan éljen „tiszteletre méltó életet” (高尚的生活, kaosang tö senghuo (gāoshàng de shēnghuó)). A koncpeció első említésére már az Kr.e. hatodik századból is van példa.
A vutö (wude) szerint a harcos cselekedeteit és gondolkodásmódját is meghatározzák az erkölcsi normák, melyek a következőek:
| Kötelezettség | Írásjegy | Pinjin    | Magyaros    |
| ------------- | -------- | --------- | ----------- |
| Akarat        | 要       | yào       | jao         |
| Kitartás      | 耐力     | nài lì    | naj li      |
| Állhatatosság | 恒性     | héng xìng | heng hszing |
| Türelem       | 耐心     | nài xīn   | naj hszin   |
| Bátorság      | 勇       | yǒng      | jung        |

| Kötelezettség | Írásjegy | Pinjin   | Magyaros  |
| ------------- | -------- | -------- | --------- |
| Tisztelet     | 竦       | sǒng     | szung     |
| Alázat        | 谦卑     | qiān bēi | csien pej |
| Igazságosság  | 义       | yì       | ji        |
| Bizalom       | 孚       | fú       | fu        |
| Hűség         | 忠       | zhōng    | csung     |

## A populáris kultúrában

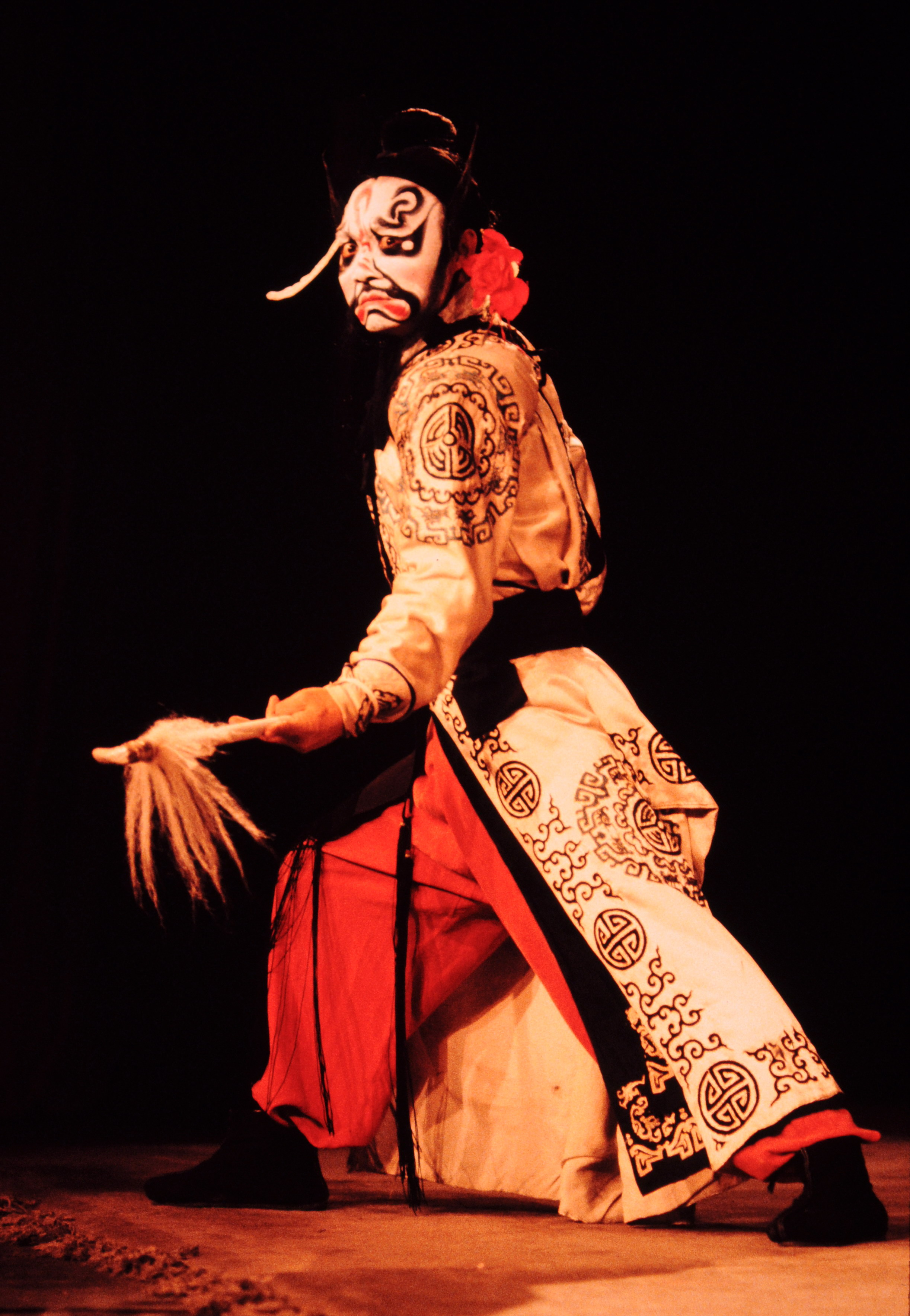
武生 (vuseng (wǔshēng)), azaz harcos a pekingi operában

A kínai harcművészetek a modern kínai populáris kultúra szerves részét képezik.  A harcművészeteken alapuló irodalmi illetve filmes műfaj, a vu-hszia (wuxia) nagy népszerűségnek örvend, a legismertebb alkotások között vannak Tsui Hark (pinjin: Xu Ke, magyaros: Hszü Ko) filmjei, valamint Jüan Ho-ping (Yuen Woo-ping) látványosan koreografált alkotásai. Az 1970-es évek óta a harcművészeti filmek is nagyon népszerűek, bár az 1990-es évekre csökkent irántuk a kereslet. A 2000-es évek óta a kínai harcművészeti filmek újra visszakerültek a nemzetközi köztudatba, köszönhetően például az Oscar-díjas Tigris és sárkánynak (2000), a Hősnek (2002) vagy A repülő tőrök klánjának (2004). A filmvászon leghíresebb kínai harcművészei közé tartozik Bruce Lee, Jackie Chan, Jet Li, Donnie Yen, Sammo Hung és Yuen Biao. A kínai harcművészetek hollywoodi filmekben is gyakran szerepelnek, például a Mátrix-trilógiában, a Kill Billben, a Kung-fu című televíziós sorozatban. Utóbbi az egyik legelső észak-amerikai televíziós sorozat volt, amelyik a kínai harcművészetek filozófiai-spirituális mondanivalóját is megpróbálta közvetíteni.
A harcművészeti filmek nyomán számos videójáték is megjelent, például Jackie Chan, Bruce Lee és Jet Li arcával és mozdulataival, de arra is találunk példát, amikor a harcművészeti videójáték alapján készítettek később filmet. Ilyen többek között a Mortal Kombat és a Tekken; mindkettőben szerepelnek kínai harcművészetekkel küzdő szereplők.
A harcművészet a pekingiopera-előadások részét is képezi, ahol külön szereplő személyesíti meg az akrobatikus táncelemeket végrehajtó vuseng (wǔshēng)ot („katona; harcos”).
A kínai képregények egy része is harcművészeti témájú.

## Fordítás
Ez a szócikk részben vagy egészben  a   Chinese martial arts című angol Wikipédia-szócikk fordításán alapul.  Az eredeti cikk szerkesztőit annak laptörténete sorolja fel. Ez a jelzés csupán a megfogalmazás eredetét és a szerzői jogokat jelzi, nem szolgál a cikkben szereplő információk forrásmegjelöléseként.